# Sič di Zaporižžja
Il Sič di Zaporižžja o Zaporož'e (in ucraino: Запорозька Січ, letteralmente «il forte al di là delle rapide») è stata l'organizzazione proto-statuale dei cosacchi zaporoghi nell'Ucraina meridionale, sulle rive del fiume Dnepr, dal 1552 (data di fondazione del primo Sič) al 1775. La Zaporižžja era guidata da un atamano e da un'assemblea dei cosacchi. Alleati coi cosacchi dell'Etmanato, i cosacchi zaporoghi hanno combattuto contro la Polonia, l'Impero ottomano e l'Impero russo, per la loro indipendenza. Nel 1775, poco dopo che la Russia annetté i territori ceduti dall'Impero ottomano con il trattato di Küçük Kaynarca (1774), Caterina la Grande sciolse il Sič incorporando il suo territorio nella provincia russa della Novorossija

## Storia
La comunità della Zaporižžja è una delle prime organizzazioni cosacche della storia. Prima di essa, i primi cosacchi attestati, tra l'altro dal Codex Cumanicus, fecero la loro apparizioni nei dintorni della città di Rjazan', lungo il corso del Volga.
L'armata zaporoga nacque dalla volontà di respingere le invasioni Tatari dai territori ucraini, che, all'epoca, facevano parte del Granducato di Lituania. 
La comunità della Zaporižžja prende nome dai cosacchi che vivevano nel corso inferiore del fiume Dnepr (regione di Zaporižžja), tra il XVI e il XVIII secolo. Questi centri erano conosciuti come "Sič", perché così i cosacchi chiamavano la loro fortificazione principale (accampamento militare). Il termine "Sič" proviene dal verbo ucraino "сікти" (sikty), "tagliare", che significa anche realizzare una radura, eventualmente anche con la costruzione di una recinzione con tronchi di alberi tagliati per l'occasione. Quanto al termine "Zaporižžja", è quello usato per riferirsi al corso inferiore del fiume Dnepr, a sud delle rapide impraticabili del fiume ed era anche il termine usato informalmente per riferirsi all'intera Zaporižžja o alla comunità dei "cosacchi di Zaporižžja". Zaporižžja si trovava nella regione attorno al bacino idrico di Kakhovka, nell'odierna Ucraina sud-orientale e gran parte del suo territorio è ora inondato dal bacino. L'area era conosciuta anche con il termine storico campi selvaggi.
Il Sič di Zaporižžja emerse difesa dei coloni slavi contro le frequenti e devastanti incursioni dei tartari di Crimea, che catturavano e schiavizzavano centinaia di migliaia di ucraini, bielorussi e polacchi in operazioni chiamate "la raccolta della steppa". Gli ucraini crearono una forza di autodifesa, i cosacchi, abbastanza feroce da fermare le orde tartare e costruirono campi fortificati (siči) che furono poi uniti per formare una fortezza centrale, il Sič di Zaporižžja.
Il Sič era situato vicino all'attraversamento del fiume Dnepr, dove era più facile controllare le incursioni dei tatari di Crimea sulla riva destra del fiume Dnepr; per saccheggiare e catturare gli schiavi dalla riva sinistra e dallo Stato russo, i tatari usavano la Via Muravsky, che aggirava il Sič da est. 
Le informazioni sull'apparizione dei cosacchi nel corso inferiore del fiume Dnepr risalgono alla fine del XV secolo.
Nel 1492, il cronista polacco Marcin Bielski scrisse una menzione della creazione di un accampamento cosacco fortificato (Sič) sul basso fiume Dnepr. A giudicare dagli annali e dalle cronache russe, polacche, turche e ungheresi di quegli anni, l'unificazione delle varie comunità nel Sič di Zaporižžja avvenne probabilmente anni novanta del Cinquecento o addirittura all'inizio del XVII secolo.
Il primo atamano zaporogo fu il principe di Volinia Dmitro Višnevec'kyj, che creò un campo principale sull'isola di Chortycja, sul Dnepr, non lontano dai pascoli del Khanato di Crimea sul fiume Konka nella regione di Zaporižžja, ponendovi una guarnigione cosacca. 
La Confederazione polacco-lituana non fornì alcun aiuto nella costruzione della fortezza, che venne costruita con i fondi personali di Vyšnevec'ky, il quale, essendo parente di Ivan il Terribile, si rivolse allo zar russo per chiedere aiuto.
Nel 1556, sulla base del Sič di Chortycja, fu organizzata una campagna dei cosacchi zaporoghi, che prese parte ad un'importante operazione dell'esercito russo, contro il Khanato di Crimea.
Nel 1557, a seguito delle azioni di ritorsione delle truppe turche e di Crimea, il Sič di Chortycja fu catturato e distrutto, dopo un lungo assedio e i cosacchi costruirono presso Tomakivka, su un'isola ora inondata, vicino alla moderna città di Marhanec'  un nuovo  Sič, anche questo raso al suolo dai tartari nel 1593. Presto ne seguì un terzo, sull'isola di Bazavluk, che sopravvisse fino al 1638, quando fu distrutto da un corpo di spedizione polacco che represse una rivolta cosacca. 
Nel 1558, lo stesso Vyšnevec'kyj, con i suoi cosacchi, entrò al servizio dello zar Ivan IV. Successivamente gli furono concesse "in eredità" la città di Belëv e le terre nelle vicinanze di Mosca. 

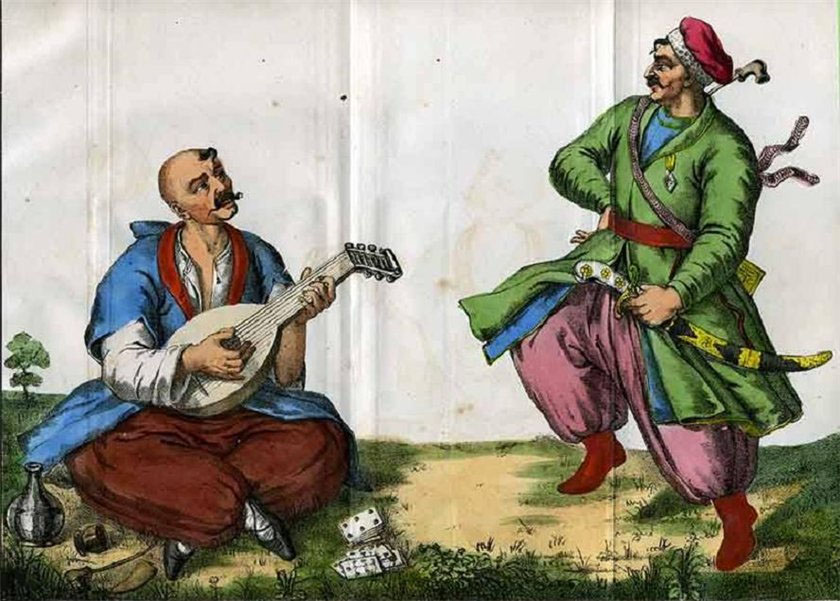
Cosacchi zaporoghi

Il campo zaporogo, conosciuto col nome di sič, fu molte volte spostato. Di norma, il sič si trovava vicino ai valichi del Dnepr, dove era più facile controllare le incursioni dei tartari di Crimea sulla riva destra dell'Ucraina. Per saccheggiare la riva sinistra ucraina e il Regno russo, i crimeani usavano la "Via Muravsky".
Nel 1560, i cosacchi del corso medio del fiume Dnepr furono ammessi al servizio del re polacco Sigismondo II Augusto Jagellone.
All'inizio del XVII secolo, i polacchi formarono distaccamenti in unità militari regolari del tipo dragone o reiter, che furono raggruppate nell'"Esercito Zaporogo della Corona Polacca" e in Ucraina, il governo della Confederazione polacco-lituana ha creato ufficialmente unità di fanteria, cavalleria e altre formazioni militari a partire dagli abitanti di Nižyn e della Crimea; tuttavia, la principale formazione militare e amministrativo-territoriale dei cosacchi era un reggimento-distaccamento che contava tra i quattromila e i diecimila soldati, e il luogo della loro residenza principale, dove c'erano villaggi, caserme e altri alloggiamenti, nonché istituti di formazione, campi di addestramento, istituti medici, pascoli, magazzini e proprietà varie era chiamato "Sič di Zaporižžja".
Il potere statale della Confederazione polacco-lituana aveva un rapporto molto difficile con i cosacchi del Sič. Da un lato, erano una classe di militari professionisti che erano la parte più pronta al combattimento delle truppe della corona; d'altra parte, i cosacchi esigevano un favore speciale dai più alti dignitari della Confederazione e, in alcuni casi, non obbedivano nemmeno alla volontà del Re.
Gli zaporoghi sfidarono le autorità di diversi Stati, in tempi successivi: la Polonia, in seguito all'Unione di Lublino, il Granducato di Mosca e l'Impero ottomano. 
Durante il XVII secolo, il Sič di Zaporižžjh si trovò al centro dei conflitti regionali. I cosacchi parteciparono a numerose ribellioni contro il dominio polacco-lituano, cercando di preservare la propria autonomia e i propri diritti. La più famosa di queste rivolte fu la  rivolta di Chmel'nyc'kyj (1648-1654), guidata dall'etmano Bohdan Chmel'nyc'kyj, che portò, alla creazione dell'etmanato cosacco sulla Riva sinistra ucraina sotto il dominio russo con la stipula, nel marzo 1654, del trattato di Perejaslav, sottoscritto a Perejaslav, in Ucraina, fra i cosacchi di Bohdan Chmel'nyc'kyj e lo zar di Russia Alessio I.
Il XVIII secolo segnò l'inizio della fine per il Sič di Zaporižžja. La pressione del crescente Impero russo, desideroso di controllare e assimilare i cosacchi nella sua struttura militare, portò a crescenti tensioni e nel 1775 le truppe dell'Impero russo, sotto il comando dell'imperatrice Caterina II distrussero il Sič, disperdendo i cosacchi e ponendo fine alla loro autonomia. Gli zaporoghi fuggiaschi si fusero con le comunità del Mar Nero e furono la base per la creazione dei cosacchi del Kuban'. Documenti d'archivio dei cosacchi ucraini furono conservati per lungo tempo nella Forte di Sant'Elisabetta, da dove alla fine di maggio 1775 uscirono centomila eserciti russi e il 15 gennaio distrussero Sič. Il 3 agosto 1775 l'imperatrice Caterina II annunciò nel suo manifesto che i cosacchi ucraini non esistevano più.